# Götz Lemberg

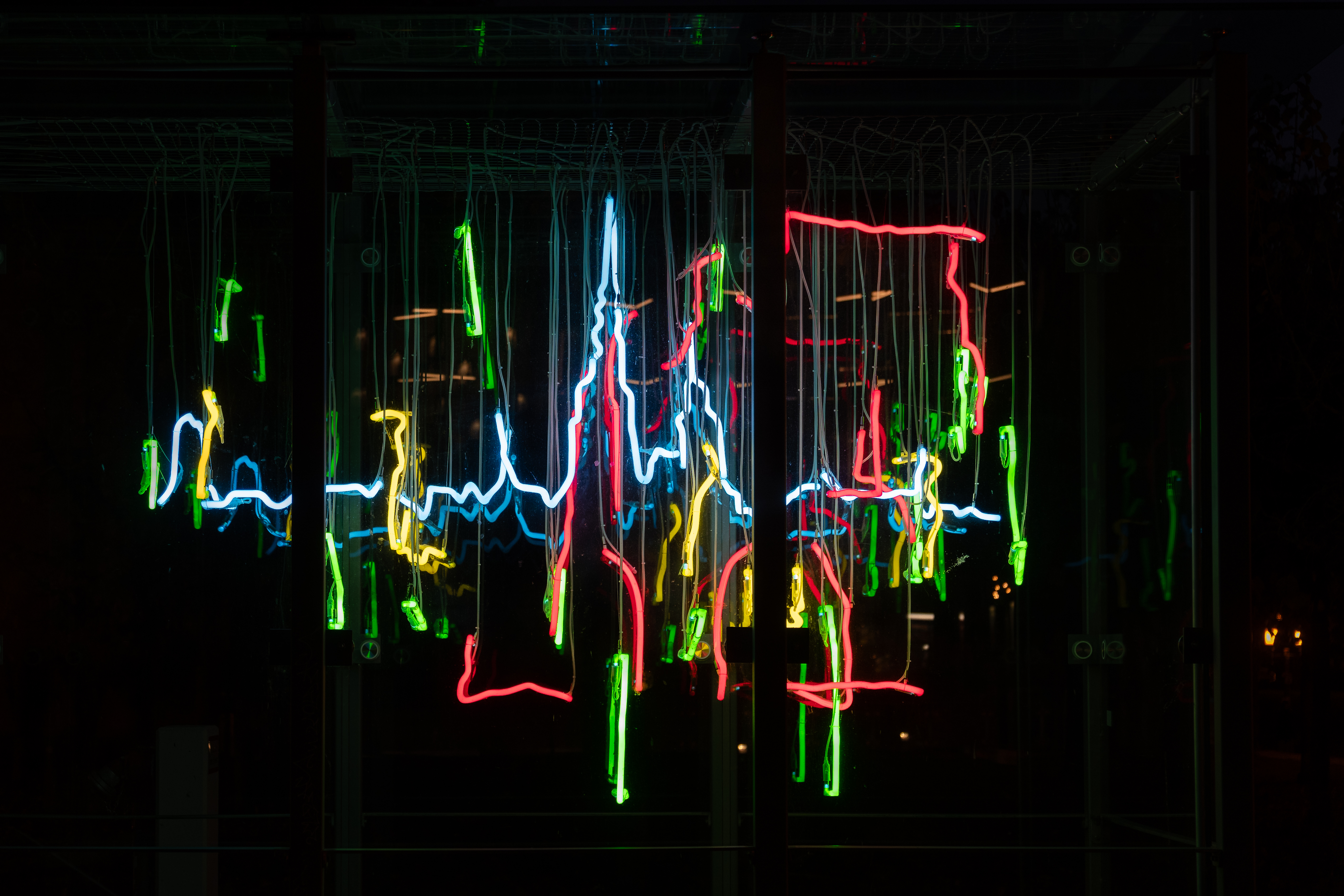
Götz Lemberg: Cdf light – Lichtinstallation vor dem Pommerschen Landesmuseum in Greifswald nach Motiven von Caspar David Friedrich

Götz Lemberg (* 12. Januar 1963 in Frankfurt am Main) ist ein deutscher Künstler.

## Leben und Werk
Lemberg absolvierte von 1983 bis 1989 Studien der Geschichte und Amerikanistik an Freien Universität Berlin sowie an der Hochschule für Musik Hanns Eisler mit Studienaufenthalten in England und den USA. Anschließend begann er mit seiner Arbeit als Licht- und Klangkünstler.
Außerdem wirkte er als Komponist und Autor und kreiert Hörstücke für das Radio. Gesendet wurden seine Werke von Radio Bremen, HR, Deutschlandradio Kultur, RBB, SWR, DLF, und vom Finnischen Nationalen Sender (Yle). Er nahm mit seinen Werken an zahlreichen Festivals teil.
Seinen Arbeiten gemeinsam ist die Frage nach der Konstitution von Realität durch Wahrnehmung. Durch einen spielerischen Umgang mit konkreten Alltagserscheinungen und abstrakten Formen schafft er Erfahrungsräume, die die üblichen Wahrnehmungsmuster und -erwartungen in Frage stellen. In dem so gewonnenen Freiraum können das Sehen und Hören selber gesehen und gehört werden. Lembergs Arbeitsprozesse leiten sich aus den Themen seiner Arbeit ab. Ob es die Übersetzung von Klang in Farbphänomene, die Auflösung von Schrift in Farblinien oder die Verwandlung von Architektur in Farbräume ist, die Arbeiten entstehen aus der Auseinandersetzung mit den vorgefundenen Bedingungen: Architektur, Raum oder Licht.
Seit 2012 widmete sich Lemberg verstärkt den Farb- und Raumphänomenen der Spektralfarben Rot-Grün-Blau, sowie fotografischen Arbeiten, darunter vor allem eine konzeptionelle Auseinandersetzung mit den Flüssen in Berlin und Brandenburg: Oder, Havel und Spree, die er in großformatigen Schein-Panoramen präsentiert, die aus Wirklichkeitsausschnitten (sogenannte „Cuts“) zusammensetzt sind, welche jeweils von der Flussmitte in regelmäßigen Abständen aufgenommen wurden.
Lemberg lebt und arbeitet in Berlin.

## Preise und Förderungen (Auswahl)
- 2008: Nominierung für den ARD-Hörspielpreis: EL NIŇO – verweht, geröstet, festgefroren. Ein Hörstück über ein globales Klimaphänomen[4]
- 2009 1. Preis Kunst am Bau Wettbewerb, Medienzentrum, Meerbusch
- 2010 1. Preis Kunst am Bau Wettbewerb, Herz-Jesu Krankenhaus, Fulda
- 2014 1. Preis Kunst am Bau Wettbewerb, Universitätsklinikum Regensburg
- 2015 1. Preis Kunst am Bau Wettbewerb, Technologiezentrum, Stade
- 2016 1. Preis Kunst am Bau Wettbewerb, Neubau Institut für Neurowissenschaften, Medizin und Nuklearchemie, Forschungszentrum Jülich
- 2022 1. Preis Kunst am Bau Wettbewerb, Neubau Bundeswehrzentralkrankenhaus, Koblenz

## Ausstellungen (Auswahl)

### Einzelausstellungen
- 1997: Klänge der Stille, Klang-Raum-Installationen Akademie der Künste Berlin und Philipp-Melanchthon-Kirche, Berlin[1]
- 1999: Ex-Animo, Licht-Klang-Installation, Französischen Dom, Beröom[1]
- 2000: Klangtranstast, Klang-Licht-Raum-Installationen, Musikfest Bremen[5]
- 2002: Klangtanz, Klang-Raum-Installation zu Heinrich von Kleists Text „Über das Marionettentheater“, St. Marienkirche, Heinrich von Kleist Festspiele Frankfurt/Oder[6]
- 2004: Labohr der Künste, Licht-Klang-Installationen, Potsdamer Platz Berlin[7]
- 2005: Domoskopia – Räume, schwerelos, Raum-Installation, Französischer Dom Berlin[8]
- 2005: Gasteig DIN 105 – 20, Lichtinstallation, Gasteig Kultur- und Bildungszentrum, München[9]
- 2007: Coloured Sounds, Licht – Raum – Installationen, Internationales Beethovenfest Bonn[10]
- 2008: Lichtinstallation o.T. (Dauerinstallation), St. Marien Klosterkirche Lilienthal[11]
- 2009: Weiss, Lichtinstallation, Kunstmuseum Stuttgart[12]
- 2015: H_V_L–Cuts, Kunsthalle Brennabor, Brandenburg an der Havel
- 2016: H_V_L–Cuts, Fotografie: u. a. Stiftung Preußische Schlösser und Gärten – Schloss Caputh[13]
- 2019: Konstruierte Wirklichkeit – Die Mark ist heute Bundesland, Fotografie, St. Marienkirche Frankfurt/Oder[14]
- 2020: licht. Licht – und Rauminstallationen. Kunststiftung Schloss Agathenburg
- 2022–24: Oder-Cuts, Porträt einer Flussgrenzlandschaft, Fotografie, Stiftung Schloss Neuhardenberg, Polnisches Nationalmuseum Stettin, Pommersches Landesmuseum Greifswald, Haus der Brandenburgisch-Preußischen Geschichte, Potsdam; Stadtmuseum Breslau[15]
- 2025: dunkel – licht. Lichtinstallationen. Markuskirche Hannover

### Gruppenausstellungen
- 1996: HöhrRäume, Klang-Raum-Installationen, Internationales Klangkunstfestival „Sonambiente“, Akademie der Künste Berlin[2]
- 1998: Embrionica – Die Klangwelt des Ungeborenen. Klang-Raum-Installation, Klangturm St. Pölten[2]
- 1999: Plop, Klang-Raum-Installationen, Berliner Festspiele[2]
- 2009: Um Natur, Sound Art Festival, Schwankhalle Bremen
- 2010: obPHON´10, Die Hörkunsttage im Oberland, Kirschau
- 2012: Dreißig Silberlinge. Kunst und Geld. Sammlung Haupt, Altmärkisches Museum und Kunsthof Dahrendorf, Stendal
- 2012: Botho-Graef-Kunstpreis 2012, Der Garten der Villa Rosenthal – 15 Entwürfe für eine künstlerische Intervention, Villa Rosenthal, Jena

## Ars Acustica/Arbeiten für Rundfunk
- 2001: Blaue Sinfonie, Eine Klanggeschichte, Radio Bremen, Deutschlandfunk
- 2002: Liebes, Spiel! Radio Bremen
- 2003: Klangraum, Marionettentheater. NordwestRadio
- 2007: El Niño – verweht, geröstet, festgefroren. Ein Hörstück über ein globales Klimaphänomen. Radio Bremen, Südwestrundfunk, Radio Berlin Brandenburg, Hessischer Rundfunk, Deutschlandfunk, Finnischer Rundfunk, Schwedischer Rundfunk, ORF Kunstradio, Kroatischer Rundfunk, Niederländischer Rundfunk,
- 2008: ARD-Hörspieltage. Ein Festival für das Hörspiel, Zentrum für Kunst und Medien / ZKM, Karlsruhe[4]
- 2015: Der Mensch ist von Natur aus ein hörendes Wesen – Goethes lyrischer Klangkosmos, Radio Bremen
- 2015: Doch horch! Ein schollernd schnöder Klang …– Heines lyrischer Klangkosmos, Radio Bremen, Schweizer Fernsehen und Rundfunk